# I Wanna Be Somebody
I Wanna Be Somebody ist ein Lied der US-amerikanischen Heavy-Metal-Band W.A.S.P. Es erschien im August 1984 auf ihrem selbstbetitelten Debütalbum und im September 1984 als dessen erste Single-Auskopplung. Zu I Wanna Be Somebody wurden zwei Musikvideos gedreht: eins für den europäischen Markt und eine entschärfte Version für den US-amerikanischen.

## Musikstil
Charly Rinne schrieb in seiner Kritik zum Debütalbum für den Metal Hammer, ihm seien bei diesem „eigentlich nur das hitparadenverdächtige ‚I Wanna Be Somebody‘ sowie die Ballade ‚Sleeping In The Fire‘ aufgefallen“. Er verglich den Stil mit dem von Quiet Riot und Twisted Sister und beschrieb ihn als „sehr eingängig“ und „sehr amerikanisch, aber nie in die Mainstream-Ecke abdriftend“.

## Coverversionen
I Wanna Be Somebody wurde 1996 von Gates of Ishtar auf A Bloodred Path, 1998 von Right Direction auf To Right the Wrong und Sentenced auf Frozen, 1999 von Witchery auf Witchburner, 2000 von Vanilla Muffins auf Ultra Fine Day, 2001 von Aurora Borealis auf dem Tributalbum Show No Mercy – Tribute to WASP und 2006 von Avulsed auf Reanimations, von Catamenia auf Location:COLD sowie von Therion auf Celebrators of Becoming gecovert. Die Band Bumilingus veröffentlichte 2011 auf dem MP3-Sampler Birds Out: Thrashin’ Victim die Parodie I Wanna Eat Somebody’s Poo (‚Ich will jemandes Kacke essen‘).